# Campichoeta obscuripennis
Campichoeta obscuripennis – gatunek muchówki z rodziny Campichoetidae.
Gatunek ten opisany został w 1830 roku przez Johanna Wilhelma Meigena jako Diastata obscuripennis.
Muchówka o ciele długości od 2,5 do 3 mm. Głowę ma zaopatrzoną w wibrysy i skrzyżowane szczecinki zaciemieniowe. Ubarwienie głaszczków i pierwszego człona czułków jest czarne. Tułów cechuje ciemnoszare i nieprzepasane śródplecze oraz pozbawione włosków i szczecinek mezopleury. Skrzydła mają całą powierzchnię mniej lub więcej jednolicie szaro przydymioną. Odnóża odznaczają się słabo rozwiniętymi szczecinkami przedwierzchołkowymi goleni. U samca odwłok ma siódmy tergit wyposażony w cztery długie, dobrze wykształcone szczecinki.
Owad znany z Hiszpanii, Irlandii, Wielkiej Brytanii, Francji, Belgii, Holandii, Niemiec, Danii, Szwecji, Finlandii, Szwajcarii, Włoch, Polski, Czech, Słowacji, Węgier, Serbii, Czarnogóry, Bułgarii, Grecji, europejskiej części Rosji, Bliskiego Wschodu i krainy orientalnej.